# Przełęcz pod Granicznikiem
Przełęcz pod Granicznikiem – przełęcz na wysokości 780 m n.p.m., w południowo-zachodniej Polsce, w Sudetach Środkowych, w Górach Kamiennych, w zachodniej części pasma Gór Suchych.
Przełęcz położona jest na obszarze Parku Krajobrazowego Sudetów Wałbrzyskich na południe od miejscowości Rybnica Leśna i na zachód od Głuszycy, na południowej granicy Polski z Czechami.
Jest to obszerne obniżenie wcinające się między masywy Granicznika i Ruprechtickiego Szpiczaka. Obszar przełęczy porośnięty jest lasem świerkowym regla dolnego.

## Turystyka
Przez przełęcz prowadzą szlaki turystyczne:
 – zielony szlak graniczny prowadzący wzdłuż granicy z Tłumaczowa do Przełęczy Okraj,
 – żółty szlak prowadzi z Głuszycy przez przełęcz na Waligórę i dalej,
 – czerwony szlak prowadzi z Głuszycy przez przełęcz na Waligórę i dalej,
 – czarny szlak prowadzi ze schroniska Andrzejówka do przełęczy,
Na przełęczy znajduje się wiata turystyczna oraz węzeł szlaków turystycznych.
Po czeskiej stronie do przełęczy prowadzi:
  – niebieski szlak prowadzący z Meziměstí do Broumova.